# 아시아갯첨서류
아시아갯첨서류는 진무맹장목 땃쥐과의 아시아갯첨서속(Chimarrogale)에 속하는 포유류의 총칭이다.

## 특징
꼬리 길이 60~126mm를 제외한 몸길이가 80~135mm인 작은 땃쥐류로 몸무게는 최대 43g이다.

## 분포
인도 북부 지역부터 중국 중부와 남부, 대만, 일본, 인도차이나까지 널리 분포한다.

## 하위 종
6종이 알려져 있다.
- 말레이갯첨서 (Chimarrogale hantu)
- 히말라야갯첨서 (Chimarrogale himalayica)
- 보르네오갯첨서 (Chimarrogale phaeura)
- 일본갯첨서 (Chimarrogale platycephalus)
- 중국갯첨서 (Chimarrogale styani)
- 수마트라갯첨서 (Chimarrogale sumatrana)